# Pichisermollodes nigrovenia
Pichisermollodes nigrovenia là một loài dương xỉ trong họ Polypodiaceae. Loài này được Christ Fraser-Jenk. mô tả khoa học đầu tiên năm 2009.